# Nicki Hunter
Nicki Hunter (Lake Worth, Florida, 1979. december 19. –) amerikai pornószínésznő.

## Élete és pályafutása
Nicki Hunter további nevei Nikk Hunter, Nikki, Nikki Hunter, Nicky Hunter, Nickie Hunter. Köldökében és csiklójában van piercing. Dél-Floridában nőtt fel, kórusi énekkarban is énekelt. 2004-ben 23 éves korában kezdett el felnőtt filmekben játszani. Több száz hardcore pornófilmben vállalt már szerepet. Hunter 2006-tól rendezőként is dolgozik. XRCO-díjat nyert 2006-ban, mint a legjobb „női előadó”. 2007-ben leukémiát diagnosztizáltak nála. 2013-ig több mint 530 filmben szerepelt, mint előadó és 9 db filmet rendezett.

## Válogatott filmográfia
| - 2007 Coming Out a Bi-Sexual Tale - 2007 Double Penetration Blues - 2007 24 Hours of Sex - 2007 Ghost Whispers - 2007 Dancing with the Porn Stars - 2007 No Man's Land: Girls in Love - 2007 Fetish Fever 2 - 2007 Pussy Party 24: Assalicious - 2007 Mother May I? - 2007 MI Really LF | - 2007 Hot Imports 2 - 2007 Glory Hole - 2007 Dirty Sexy Momey - 2007 Team Squirt - 2007 Pussy Party: A Picks 1 - 2007 Big Tit Ass Stretchers 4 - 2007 Lil' Bit of Everything - 2007 Hot Squirts 4 - 2007 DC Sluts - 2007 Toy Boxes 2 - 2007 Squirt in My Gape 2 |